# Диас Санхурхо, Хосе Мария
 Хосе́ Мари́я Ди́ас Санху́рхо (исп. José María Díaz Sanjurjo; 25 октября 1818, Санта Евлалия де Суэгос, Луго, Испания — 20 июля 1857, Намдинь, Вьетнам) — католический святой, мученик, миссионер, член монашеского ордена доминиканцев, епископ апостольского викариата Центрального Тонкина.

## Биография
Хосе Мария Диас Санхурхо родился 25 октября 1818 года в селении Санта Евлалия де Суэгос, провинция Луго, Испания. Обучался в семинарии в Луго и университете Сантьяго де Компостеллы. 24 сентября 1843 года вступил в монашеский орден доминиканцев. 23 марта 1844 года был рукоположён в священника, после чего был послан на миссию в Юго-Восточную Азию. 14 сентября 1844 года прибыл в Манилу и в 1845 году — во Вьетнам. Занимался миссионерской и просветительской деятельностью, издав латинскую грамматику на вьетнамском языке.
5 сентября 1848 года Святой Престол назначил Хосе Марию Диаса Санхурхо титулярным епископом Платеи и вспомогательным епископом апостольского викариата Центрального Тонкина. 8 сентября 1849 года состоялось рукоположение Хосе Марии Диаса Санхурхо в епископа, которое совершил викарий апостольского викариата Восточного Тонкина епископ Херонимо Хермосильей в сослужении с епископом Центрального Тонкина Марти Доминго.
26 августа 1852 года был назначен викарием апостольского викариата Центрального Тонкина.
Во время преследований христиан во Вьетнаме Хосе Мария Диас Санхурхо был арестован в марте 1856 года (по другим данным — в мае 1857 года) и отправлен в тюрьму в Намдиня. 20 июля 1857 года был обезглавлен. Его тело и отрубленная голова были сброшены в реку. Через некоторое время тело было обнаружено рыбаком-христианином. В конце XIX века мощи Хосе Марии Диаса Санхурхо перевезли в Испанию в один из доминиканских монастырей.

## Прославление
29 апреля 1951 года Римский папа Пий XII причислил Хосе Мария Диас Санхурхо к лику блаженных и 19 июня 1988 года Римский папа Иоанн Павел II причислил его к лику святых в составе группы 117 вьетнамских мучеников.
День памяти в Католической церкви — 24 ноября.